# 臼杵寛
臼杵 寛（うすき かん、1991年3月30日 - ）は、日本のお笑いタレント、ミュージシャン。B-Box所属。かつては吉本興業、マック・ミックに所属していた。

## 経歴
- 大阪でモデルとして活動[3]。2010年11月頃に上京、バロックワークスに所属し、俳優として活動[4][5]。
- 2010年11月6日 - 吉本興業がプロデュースするイケメンステージユニットのオーディションが始まり、応募総数約2000通の中から3次審査を経て、2011年2月12日放送の『スター姫さがし太郎』で合格したことが発表され、よしもとクリエイティブ・エージェンシー所属となる[6]。同年2月28日「L.A.F.U.」のお披露目会見が行われた[7]。
- 2012年3月23日 - コーエーテクモゲームス専属ユニット「アンフィニ」として活動開始[8]。
- 2012年6月 - POPロックバンド「SPIN CROSS」のドラマーとして活動開始[9]。
- 2014年6月22日 -「L.A.F.U.」を卒業[10]。
- 2015年末 - 高校時代の同級生である三中元克と共に「ワンハンドレッド」を結成。その後、2人のラッキーナンバーである「3」にちなんで、コンビ名を「サンプライズ」に改名する[11]。
- 2016年2月 - フジテレビのバラエティ番組『めちゃ×2イケてるッ!』2016年2月27日放送分に、相方の三中がメンバー抜擢に関する再オーディションを受けたが（合格した場合は三中と共に臼杵もレギュラーに抜擢されるはずであった）、視聴者投票の結果不合格だったため、レギュラーになることはできなかった[12]。

番組終了後、フジテレビのネット配信番組『めちゃ²タメしてるッ!』にてコンビ名を『dボタン』に改名した。3月3日、『神保町花月新ユニット結成』概要発表会見にお笑いコンビ『dボタン』として出演。
- 2018年1月4日 -「方向性の違い」により、同年1月末でコンビを解散することを共にSNSで発表した[14]。今後はコンビ結成前からの活動と並行しつつ、ピン芸人としての活動を行う。
- 2018年4月1日 -「mysta festa」のお笑いバトルで優勝[15]。
- 2019年1月23日 - 俳優の薫太とYouTuberユニット「かんた」として活動開始[16]。
- 2021年1月20日 - 声優が多く所属する事務所・マック・ミックへの所属を発表した[17]。後に退所。
- 2025年2月25日、B-Boxへの移籍を所属事務所ホームページ及び自身のSNSにて発表された[18][19]。

## 人物
- 小池徹平は大阪狭山市立第三中学校の先輩にあたる[20]。
- 元相方の三中は大阪府立今宮工科高等学校の同級生。
- 高校の時、バンドでドラムをしていた[21]。
- 特技：ドラム、サッカー、ヒューマンビートボックスのスクラッチ、麻雀[1]。
- 資格：珠算2級、暗算3級、計算技術検定3級、情報技術検定3級[1]

## 出演

### バラエティ
- スター姫さがし太郎（2011年1月 - 3月、テレビ東京）

### ラジオ
- ザ・ユニバーシティの「渋谷で4時」（2018年 - 、渋谷クロスFM）メインパーソナリティ

### 映画
- 大奥（2010年）[22]

### ゲーム
- 下天の華（2013年、与四郎）
- 金色のコルダ3 AnotherSky（2014年、五十嵐寛斗）
- 下天の華 夢灯り（2014年、与四郎）
- 遙かなる時空の中で6（2015年、貫田記者）
- 金色のコルダ4（2016年、五十嵐寛斗）